# Qastun
Qastun (tiếng Ả Rập: قسطون), cũng đánh vần là Kastun hoặc Kustun, là một ngôi làng ở phía bắc Syria, một phần hành chính của Tỉnh Hama, nằm về phía tây bắc của Hama và cách Idlib 35 km về phía tây nam. Nó nằm ở đồng bằng Ghab, trên bờ phía đông của sông Orontes. Các địa phương lân cận bao gồm al-Ziyarah ở phía tây, Qarqur ở phía tây bắc, Farikah ở phía bắc, Maaratah ở phía đông bắc, al-Muzarah ở phía đông nam và al-Ankawi ở phía nam. Theo Cục Thống kê Trung ương Syria, Qastun có dân số 6.187 trong cuộc điều tra dân số năm 2004, khiến nó trở thành địa phương lớn nhất trong tiểu khu al-Ziyarah (nahiyah).

## Lịch sử
Qastun được xác định là thị trấn Qattun cổ đại của Aramean hay "Qatan" của thời đại đồ sắt. Nó được liệt kê trong một văn bản Assyria từ Kultepe. Khu vực của thị trấn cổ rộng khoảng 16 ha và nằm giữa hai phần của Qastun tức là Qastun al-Gharbi và Qastun al-Sharqi. Cái sau nằm trên độ cao 25 mét so với lãnh thổ xung quanh dọc theo sông Qastun.
Nhà địa lý người Syria Yaqut al-Hamawi đã đến thăm Qastun trong thời kỳ Ayyubid cai trị năm 1225, lưu ý rằng đó là "một pháo đài ở quận Ar Ruj thuộc tỉnh Halab (Aleppo)". Trong cuộc xung đột giữa người Mamluk (kế vị Ayyubids) và liên minh Mông Cổ - Armenia, một lực lượng Mông Cổ tinh nhuệ gồm khoảng 1.500 binh sĩ đã đột kích Qastun vào năm 1271, tàn sát và cướp bóc cư dân Turkmen của họ. Vào mùa xuân năm 1298, một đội quân Mamluk do al-Muzaffar Mahmud, chư hầu Ayyubid của Hama lãnh đạo, đã phát động một chiến dịch chinh phục Cilicia do Armenia nắm giữ, nhưng chỉ đến được Qastun, trước khi được gọi về Aleppo.

### Kỷ nguyên hiện đại
Khi đập Zeyzoun gần đó sụp đổ vào tháng 6/2002, lũ lụt đã phá hủy và làm hư hại hàng trăm ngôi nhà ở Qastun và các làng Qarqur, al-Ziyarah và Zeizoun gần đó.
Theo Đài quan sát nhân quyền Syria, một người đàn ông đã bị bắn chết tại trạm kiểm soát an ninh ở Qastun vào ngày 4 tháng 9 năm 2012, trong cuộc nội chiến ở Syria đang diễn ra. Theo một nhà hoạt động đối lập từ Hama, 25 trẻ em đã bị giết bằng cách bắn hoặc đâm ở Qastun và al-Aqbayr gần đó vào ngày 6 tháng 6 năm 2012 bởi các lực lượng thân chính phủ.